# Derek & the Dominos
Derek & the Dominos was een blues-rock supergroep, actief in 1970 en 1971. De band was opgericht door Eric Clapton, met Bobby Whitlock, Carl Radle en Jim Gordon, de voormalige begeleidingsband van Delaney & Bonnie. De band heeft slechts één studioalbum uitgebracht,  Layla and Other Assorted Love Songs (1970). Op dit album speelde gitarist Duane Allman van de Allman Brothers Band mee als gastgitarist. Hij heeft echter nooit deel uitgemaakt van de band. Door critici wordt dit album gezien als een van de beste werken van Clapton. Met de titeltrack Layla scoorde de band een veel landen een hit, merkwaardigerwijs echter niet in Claptons geboorteland.
Voordat Duane Allman in oktober 1971 bij een verkeersongeluk om het leven kwam, heeft de band in mei 1971 nog enige tijd in de studio gezeten om een tweede album op te nemen. Door een ruzie tussen Eric Clapton en Jim Gordon in de studio werd de band opgeheven.

## Discografie
- Layla and Other Assorted Love Songs (1970)
- In Concert (live, 1973)
- The Layla Sessions: 20th Anniversary Edition (live, 1990)
- Live at the Fillmore (live, 1994)

## NPO Radio 2 Top 2000
| Nummer met noteringen in de NPO Radio 2 Top 2000 | '99 | '00 | '01 | '02 | '03 | '04 | '05 | '06 | '07 | '08 | '09 | '10 | '11 | '12 | '13 | '14 | '15 | '16 | '17 | '18 | '19 | '20 | '21 | '22 | '23 | '24 |
| ------------------------------------------------ | --- | --- | --- | --- | --- | --- | --- | --- | --- | --- | --- | --- | --- | --- | --- | --- | --- | --- | --- | --- | --- | --- | --- | --- | --- | --- |
| Layla                                            | 216 | 440 | 623 | 465 | 332 | 508 | 543 | 623 | 593 | 526 | 491 | 612 | 677 | 558 | 515 | 633 | 771 | 919 | 833 | 599 | 732 | 713 | 773 | 778 | 843 | 752 |

1. ↑  Een vetgedrukt getal geeft de hoogste notering aan.

## Dvd's
| Dvd's met hitnoteringen in de Nederlandse DVD Music Top 30 | Datum van verschijnen | Datum van binnenkomst | Hoogste positie | Aantal weken | Opmerkingen |
| ---------------------------------------------------------- | --------------------- | --------------------- | --------------- | ------------ | ----------- |
| Layla and other assorted love songs                        | 2014                  | 09-08-2014            | 20              | 2            |             |